# مارك ألين (لاعب كرة قدم)
مارك ألين (بالإنجليزية: Mark Allen)‏ (18 ديسمبر 1963 بنيوكاسل أبون تاين في المملكة المتحدة - ) هو لاعب كرة قدم بريطاني في مركز الهجوم. لعب مع نادي بيرنلي ونادي ترانمير روفرز لكرة القدم وPallo-Iirot ‏ ونادي رانكورن هالتون.

## وصلات خارجية
- مارك ألين على موقع قاعدة بيانات كرة القدم.إي يو (الإنجليزية)
- مارك ألين على موقع قاعدة بيانات كرة القدم.إي يو (الإنجليزية)